# الفقر في كينيا

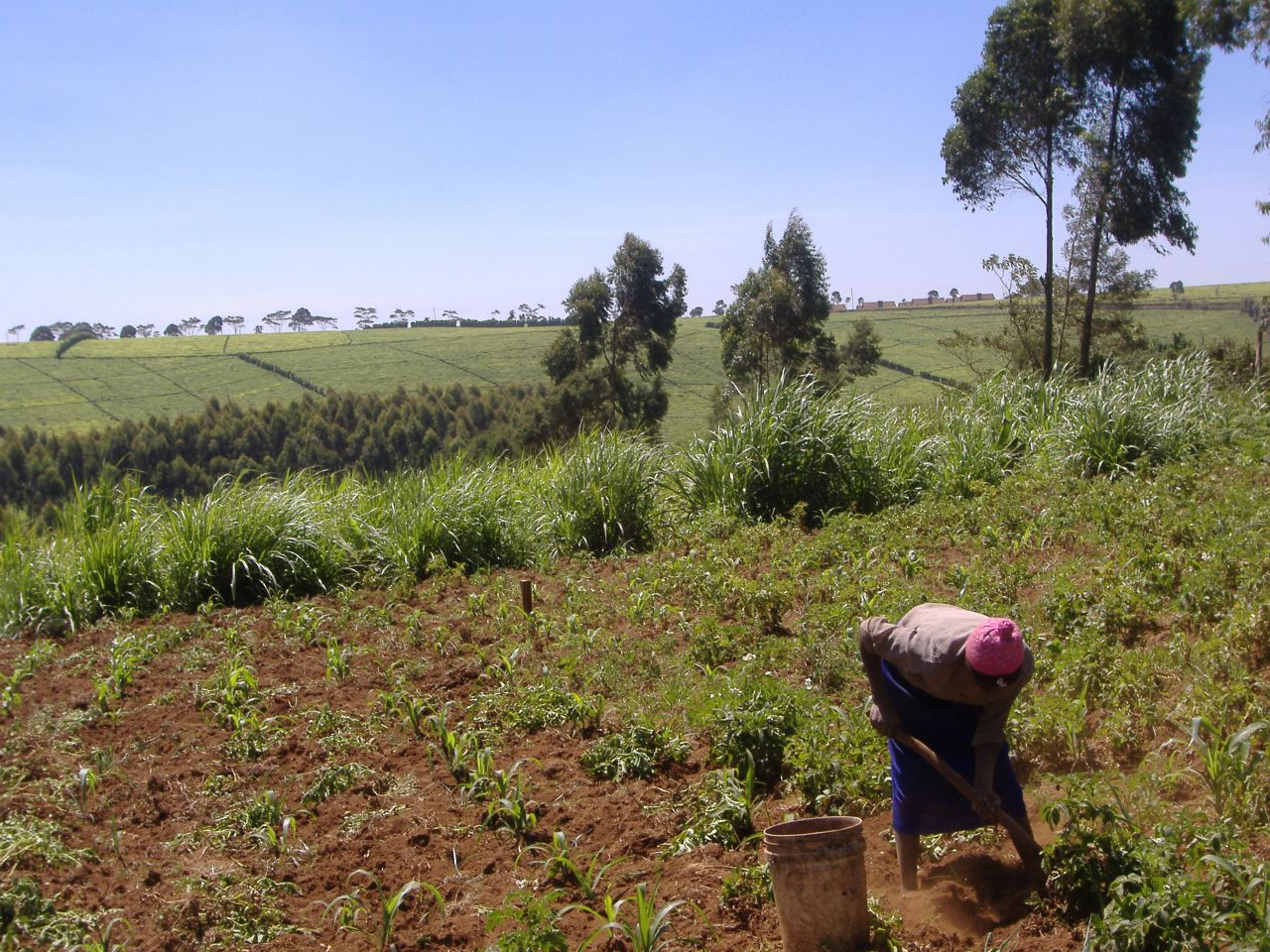
امرأة تحصد البطاطا في حقل في كينيا.

تُعدّ كينيا من البلدان من ذوي الاقتصاد منخفض –متوسط الدخل. على الرغم من أن اقتصاد كينيا هو الأكبر والأكثر تقدمًا في شرق ووسط إفريقيا، إلا أن 16.1% من سكانها يعيشون تحت خط الفقر الدولي بحسب إحصائيات (2023/2024). يرجع هذا الفقر الشديد أساسًا إلى عدم المساواة الاقتصادية والفساد الحكومي والمشاكل الصحية. يؤدي الفقر بدوره إلى تفاقم هذه العوامل. ولحسن الحظ، بذلت حكومة كينيا العديد من الجهود لمعالجة قضية الفقر وتلقت مساعدة كبيرة من المؤسسات الدولية أيضًا. انخفض معدل حوادث الفقر بشكل مطرد مثلما أشار مؤشر (إم بي آي) الأخير. غير أن نهاية الفقر في كينيا ترجع إلى بعض الجهود طويلة الأجل.

## تعريف الفقر ومقاييسه

### تعريف الفقر
يُعتبر الفقر حالة الافتقار إلى المواد أو المال إلى جانب مستوى معيشي منخفض للغاية. وهو مفهوم معقد تعكسه جوانب عديدة منها العوامل الاجتماعية والاقتصادية والسياسية.

### مؤشر الفقر متعدد الأبعاد
يتضمن المؤشر العالمي للفقر المتعدد الأبعاد عشرة متغيرات لاستكشاف الفقر في ثلاثة أبعاد، وهي مستوى المعيشة والتعليم والصحة. وإنه من الأصح علميًا وعمليًا قياس الفقر على أنه يعكس معدل الإصابة ودرجة حرمان السكان. تُظهر بيانات مؤشر الفقر العالمية لعام 2014 أن عدد الكينيين الفقراء بلغ 39.9%، وهو ما تشير إليه نسبة عدد الموظفين. وهذا يعني أن الفقر ما يزال يمثل مشكلة خطيرة في كينيا.
وفقًا للمعلومات الواردة من (أو بي إتش آي) في 2017، فإن الفقراء في كينيا محرومون بشكل كبير من بُعد مستوى المعيشة، لا سيما من وقود الطهي والكهرباء والصرف الصحي. بالإضافة إلى ذلك، يختلف الفقر باختلاف المناطق إذ إن النسبة المئوية للحرمان من الفقر في المناطق الريفية أعلى منها في المناطق الحضرية.

## الفقر الديناميكي في كينيا
تركز المعلومات التالية أساسًا على اتجاهات الفقر في كينيا من عام 1990 وحتى عام 2007.
في التسعينيات، أشار الانخفاض بنحو 5% في معدل نمو الناتج المحلي الإجمالي إلى أن الاقتصاد الكيني أصبح راكدًا بل وتقلص حتى. جعل الاقتصاد المهزوز قضية الفقر أكثر حدة، وانعكس ذلك في ارتفاع معدل الإصابة بالفقر بنسبة 12% من عام 2000 حتى عام 2003. من أجل معالجة هذه المسألة، استحدثت الحكومة بعض السياسات مثل الخطة الوطنية للقضاء على الفقر واستراتيجية الحد من الفقر. ومع ذلك، بسبب التنفيذ غير الفعال، فشلت هذه الخطط في التخفيف من حدة الفقر بشكل جذري.
بعد تولي الحكومة الجديدة في عام 2003، ظهرت علامات مبكرة على الانتعاش الاقتصادي في كينيا. استمر معدل نمو الناتج المحلي الإجمالي السنوي في الزيادة خلال الفترة من عام 2003 حتى عام 2007. نظرًا لنجاح استراتيجية الانتعاش الاقتصادي التي وضعتها الحكومة الجديدة، أصبح بإمكان الأطفال الحصول على التعليم الابتدائي بشكل مجاني. إلى حد ما، أدى تحسن مستوى التعليم والازدهار الاقتصادي إلى تخفيف حدة الفقر في كينيا.

## الوضع الاقتصادي والفقر
حافظت كينيا على المركز الاقتصادي الرائد في منطقة شرق إفريقيا حيث بلغ الناتج المحلي الإجمالي 74.84 مليار دولار أمريكي في عام 2017. تتمثل قطاعات الناتج المحلي الإجمالي الرائدة في الاقتصاد الكيني في الخدمات (53%) والزراعة (29%) والصناعة (18%).
على الرغم من أن أقل من 20% فقط من الأرض تُعتبر صالحة للزراعة، إلا أن الصناعة الزراعية ما تزال تمتلك دورًا مهمًا في اقتصاد كينيا. ومع ذلك، فإن الصحراء القاحلة على نطاق واسع إلى جانب التغيرات المناخية التي لا يمكن التنبؤ بها والتكنولوجيا القديمة، تجعل القطاع الزراعي غير منتظم تمامًا. في كينيا، يتم تصنيف 80% من الأراضي على أنها قاحلة أو شبه قاحلة حيث يوجد هطول أمطار متغير باستمرار وموجات جفاف متكررة. يعيش أكثر من ربع السكان في هذه المناطق مع ماشيتهم. في فترات الجفاف الشديد، تنفق الحكومة ما يعادل 50 دولارًا لكل أسرة في إمدادات الإغاثة.
شهدت كينيا فترة جفاف شديد بدأت في أكتوبر عام 2016. وفي أبريل عام 2017، أعلنت الحكومة الكينية الجفاف حالة طوارئ وطنية. أدى الجفاف إلى تراجع في إنتاج المحصول الأساسي (الذرة) بوجود أكثر من 2 مليون شخص بحاجة إلى مساعدات غذائية.
يقلل الجفاف من إنتاج المحاصيل و ويسبب خسائر مالية في الزراعة ويزيد من معدلات البطالة. يجبر الانخفاض في إنتاج الغذاء الحكومة على تقديم المساعدة الغذائية، ما يتكبد نفقات إضافية في الميزانية الوطنية. كل هذه الحالات تثير المزيد من قضايا الفقر في كينيا.